# Abschnittsbefestigung Eckering
Die Abschnittsbefestigung Eckering ist eine abgegangene frühmittelalterliche Spornburg (Abschnittswall) auf einem östlich steil abfallenden 600 m ü. NHN hohen Geländesporn bei Eckering, einem Ortsteil der Gemeinde Grabenstätt im Landkreis Traunstein in Bayern. Die Anlage wird als Bodendenkmal unter der Aktennummer D-1-8141-0037 im Bayernatlas als „Abschnittsbefestigung des frühen Mittelalters“ geführt. 
Von der ehemaligen Burganlage, deren Wallgraben 1959 zerstört wurde, sind noch Wall- und Grabenreste erhalten. 